# Felipponea hollermayeri
Felipponea hollermayeri är en bladmossart som beskrevs av Thériot 1935. Felipponea hollermayeri ingår i släktet Felipponea och familjen Leucodontaceae. Inga underarter finns listade i Catalogue of Life.